# Hyper Sexy Conscious
Hyper Sexy Conscious – trzeci album studyjny niemieckiego DJ-a i producenta - Tomcrafta. Wydany w Niemczech 31 marca 2006 roku przez wytwórnię Sony BMG Music.

## Lista utworów
1. Sureshot (5:36)
2. Quelle Heure Est-Il (3:48)
3. On Screen (5:25)
4. Roots (7:32)
5. Tight As We Are (4:00)
6. Electronic Toy (5:48)
7. Dirty Sanchez (6:04)
8. Bloated (5:02)
9. First Attempt (4:29)
10. Da Disco (4:14)
11. We (7:31)
12. Da Disco (Clubmix) (6:24)
13. Sureshot (Video Edit) (3:05)